# 시오도메역
시오도메역(일본어: 汐留駅、しおどめえき)은 일본 도쿄도 미나토구에 있는 철도역이다.

## 타는 곳

### 도쿄 도 교통국
| 1 | ○ 도영 지하철 오에도 선 | 료고쿠・이다바시 방면 |
| 2 | ○ 도영 지하철 오에도 선 | 다이몬・롯폰기 방면   |

### 유리카모메
| 1 | ■ 유리카모메 | 다이바・아오미・아리아케・도요스 방면 |
| 2 | ■ 유리카모메 | 신바시 방면                           |

## 역세권 정보
- 교도 통신사 본사
- 소프트뱅크 본사
- 일본 텔레비전
- 시오도메 역과 연결되어 있는 국철 시오도메 역(1986년 폐지)이 있었으나 지금은 국정 사적지(國定史跡地)로 지정되었다.

## 역사
- 2002년 11월 2일: 영업 개시.

## 인접역
| 도쿄 도 교통국 지하철 12호선 오에도 선 | 도쿄 도 교통국 지하철 12호선 오에도 선 | 도쿄 도 교통국 지하철 12호선 오에도 선 |
| -------------------------------------- | -------------------------------------- | -------------------------------------- |
| E18 쓰키지시조 내선 순환               | 오에도 선                              | 다이몬 E20 외선 순환                   |
| 유리카모메 도쿄 임해 신교통 임해선     |                                        |                                        |
| U01 신바시 신바시 방면                 | 유리카모메                             | 다케시바 U03 도요스 방면               |